# Tête de paysan (Malevitch 1911)
Tête de paysan (en russe : Голова крестьянина) est le seul croquis connu d'un tableau monumental non conservé de Kasimir Malevitch intitulé Funérailles paysannes, réalisé en 1911.

## Histoire

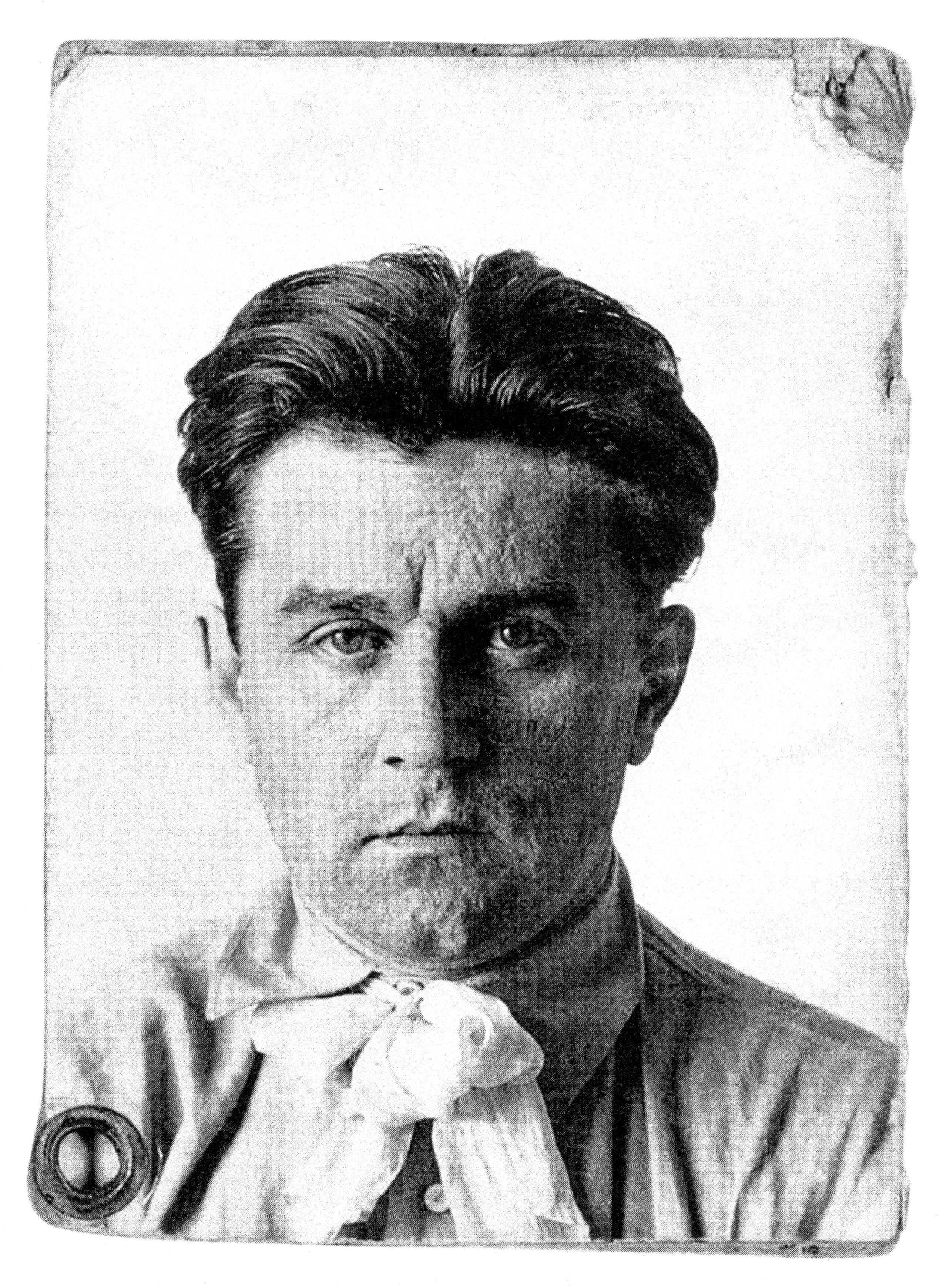
Kasimir Malevitch, 1910—1911.

La peinture et le croquis ont été envoyés par Malevitch, depuis l'URSS, à une exposition à Berlin avec 70 autres toiles en 1927. Puis, après l'exposition, les toiles sont restées à Berlin. La toile Funérailles paysannes a ensuite disparu mais la Tête de paysan de 1911 est restée longtemps dans la maison de l'actrice allemande Roma Bahn,.
L'été 2014, la toile Tête de paysan (Malevitch 1911) estimée avant la vente 600-800 mille livres sterling est vendue aux enchères à Londres chez Sotheby's pour 3,5 milions de livres sterling. Actuellement, la toile fait partie de la collection particulière de Cyrille et Jules Naumov à Saint-Pétersbourg.

## Critique et appréciation
À partir, notamment, de l'exposition Venok-Stephanos de 1907 à Saint-Pétersbourg, organisée à l'initiative de David Bourliouk, apparaissent dans la peinture russe les formes et thèmes primitifs, grossiers du Néo-primitivisme. Celui-ci puise dans les dessins d'enfants, dans les loubok, dans l'imagerie populaire des éléments qui renouvèlent toutes les conceptions de l'art. Son laconisme dynamise l'expression avec son apparente gaucherie. De 1907 à 1911, note Marcadé, c'est Gauguin qui est l'un des maîtres à la base de cette nouvelle impulsion de l'art russe. Mais Malevitch rencontre aussi en 1911 à Moscou Henri Matisse qui est venu passer deux semaines dans la capitale russe. Malevitch tire de l'art du maître français la leçon que la ligne et la couleur doivent être libérées de tout mimétisme naturaliste. La même année 1911, Tête de paysan illustre les conceptions de Malevitch à cette époque.

## Expositions
- 2015, 2-9 avril — La Tête de paysan de Malevitch (exposition d'un seul tableau),[KGallery], Saint-Pétersbourg[2]
- 2019, 11 avril - 10 juin — Trois collections péterbourgeoises, Musée russe, corpus Benois , Saint-Pétersbourg[1]

## Autres toiles
- Jean-Claude Marcadé reprend dans un paragraphe intitulé Néo-primitivisme russe une gouache sur papier de 1911-1912, de Malevitch, intitulée Étude de paysan 26,7 × 32 cm exposée au Musée Georges Pompidou. Le sujet est identique à celui du croquis Tête de paysan (Malevitch 1911) mais le traitement à la gouache est rendu différemment[5].
- En 1930, Malevitch réalise plusieurs toiles : Tête de paysan,Tête de paysan sur une croix, Tête de paysan sur croix rouge. Les personnages sont installés dans des postures rappelant le cubo-futurisme[6].